# شهاب‌سنگ نخله

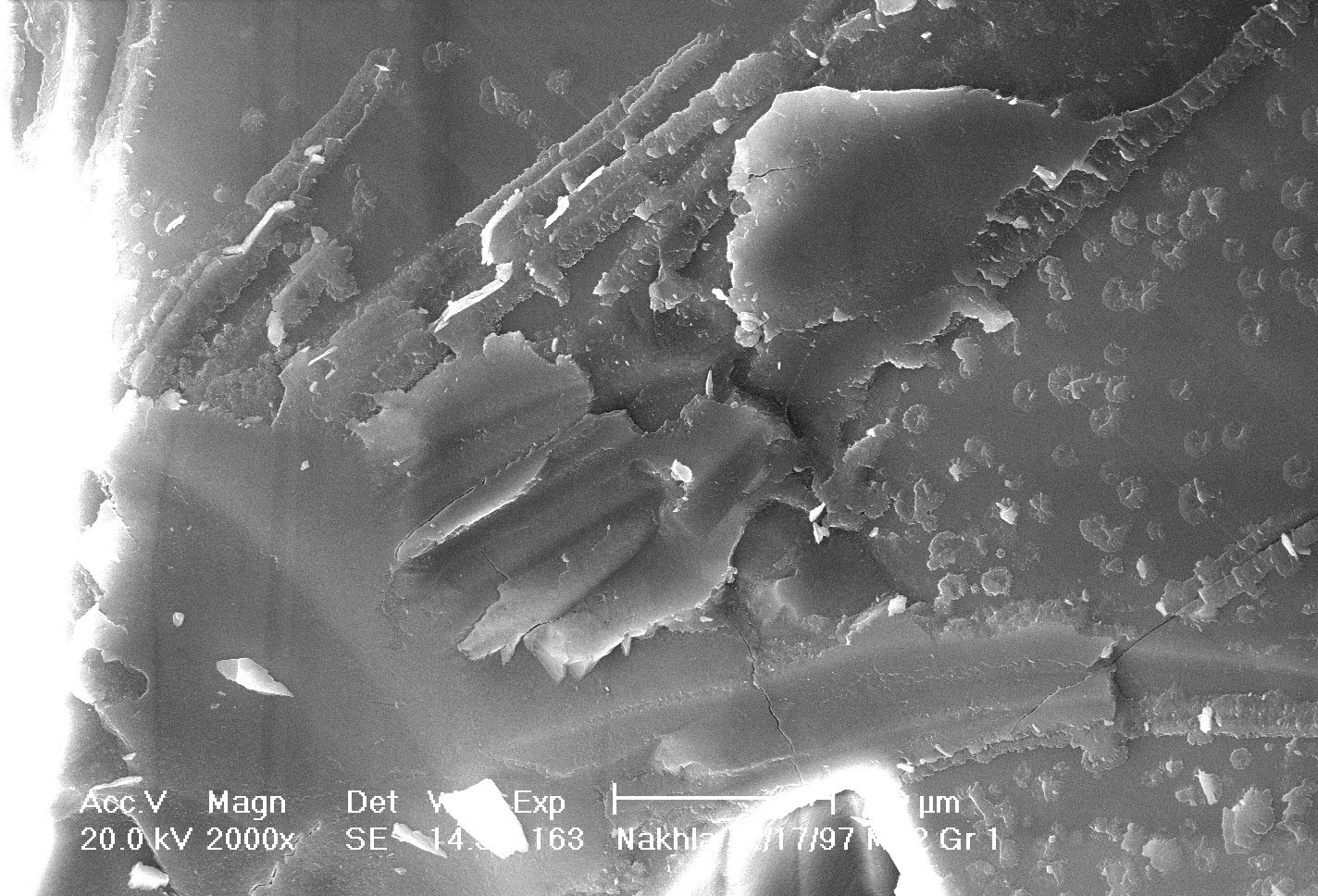
تصویر SEM از تکه‌ای از شهاب‌سنگ نخله، نشان‌دهنده مواد احتمالی جاندار: ساختارهای پهن شبیه چاقو و ساختارهای کوچک حلقه‌مانند

شهاب‌سنگ نخله (انگلیسی: Nakhla meteorite یک شهاب‌سنگ مریخی است که در سال ۱۹۱۱ در مصر بریتانیا سقوط کرد. این نخستین شهاب‌سنگ گزارش‌شده از مصر بود که نشانه‌هایی از آب را در مریخ پیشنهاد داد و نمونه‌ای اولیه از نوع شهاب‌سنگ‌های نخلیت محسوب می‌شود.

## تاریخچه
شهاب‌سنگ نخله در تاریخ ۲۸ ژوئن ۱۹۱۱، حدود ساعت ۹ صبح، در منطقه ابو حمص، استان بحیره، سلسله خدیوی مصر (امروزه ابو حمص، استان بحیره) در نزدیکی روستای النخله البحریه به زمین افتاد. سنگ‌های آن در نزدیکی آبادی‌های عزبة عبدالله زید، عزبة عبدالمالک، عزبة العسکر و عزبة صابر مهدی جمع‌آوری شدند. بسیاری از مردم شاهد ورود شهاب‌سنگ از سمت شمال‌غرب، با زاویه حدود ۳۰ درجه همراه با ردی از دود سفید بودند. پیش از سقوط آن به زمین، چندین انفجار شنیده شد. شهاب‌سنگ در منطقه‌ای به قطر ۴٫۵ کیلومتر سقوط کرد و حدود چهل تکه از آن پیدا شد. تکه‌ها تا عمق یک متر در زمین دفن شده بودند. وزن اولیه شهاب‌سنگ حدود ۱۰ کیلوگرم تخمین زده شد و وزن تکه‌های پیداشده از ۲۰ گرم تا ۱٬۸۱۳ گرم متغیر بود.
دو قطعه پیداشده در نزدیکی عزبة عبدالمالک توسط دولت مصر به موزه بریتانیا اهدا شدند.

## سگ نخله
گفته می‌شود یکی از تکه‌های شهاب‌سنگ به سگی در روستای دنشال برخورد کرده و به گفته یک کشاورز به نام محمدعلی افندی حکیم، این سگ فوراً بخار شده است. با این حال، از سگ هیچ بقایایی یافت نشد و هیچ شاهد دیگری نیز این حادثه را تأیید نکرده است، بنابراین این داستان همچنان به‌صورت افسانه‌ای باقی مانده است. با این وجود، داستان سگ نخله به نوعی افسانه در میان ستاره‌شناسان تبدیل شده است.

## طبقه‌بندی
این شهاب‌سنگ نمونه‌ای شاخص از نوع نخلیت از گروه SNC شهاب‌سنگ مریخی است. این شهاب‌سنگ حدود ۱٫۳ میلیارد سال پیش در آتشفشانی روی مریخ شکل گرفته است.
تعدادی از شهاب‌سنگ‌هایی که تصور می‌شود از مریخ سرچشمه گرفته‌اند، در نقاط مختلف جهان ثبت شده‌اند، که شامل شهاب‌سنگ‌های نوع نخلیت نیز می‌شود. این شهاب‌سنگ‌ها احتمالاً پرتابه ناشی از برخورد یک جرم بزرگ دیگر با سطح مریخ هستند. سپس، این شهاب‌سنگ‌ها به مدت نامعلومی در منظومه شمسی سفر کرده و در نهایت وارد جو زمین شدند.

## نشانه‌هایی از وجود آب
شهاب‌سنگ نخله اولین شهاب‌سنگ مریخی است که نشانه‌هایی از فرایندهای آبی روی مریخ را نشان می‌دهد. این سنگ شامل کربنات‌ها و کانی‌های آبدار است که از طریق واکنش‌های شیمیایی در آب شکل گرفته‌اند. همچنین، سنگ پس از شکل‌گیری خود در معرض آب قرار گرفته و این امر باعث تجمعات ثانویه کانی‌ها شده است. کربنات‌های موجود در آن دارای مقادیر بیشتری از کربن-۱۳ نسبت به سنگ‌های تشکیل‌شده روی زمین هستند، که نشان‌دهنده منشأ مریخی آن است.

## نشانه‌هایی از حیات
در مارس ۱۹۹۹، پس از دریافت بخشی از شهاب‌سنگ از موزه بریتانیا در سال ۱۹۹۸، تیمی از ناسا در مرکز فضایی جانسون شهاب‌سنگ نخله را با استفاده از یک میکروسکوپ نوری و یک میکروسکوپ الکترونی روبشی (SEM) قدرتمند بررسی کرد و اشکالی با ویژگی‌های جاندار در اندازه محدود را، به همراه دیگر خصوصیات، کشف کرد.
موزه تاریخ طبیعی لندن، که چندین قطعه سالم از شهاب‌سنگ را در اختیار دارد، در سال ۲۰۰۶ به پژوهشگران ناسا اجازه داد که یکی از قطعات آن را بشکنند و نمونه‌های تازه‌ای بدون آلودگی منبع‌گرفته از زمین را بررسی کنند. این دانشمندان مقدار زیادی ماده کربنی پیچیده در منافذ و کانال‌های دندریتی سنگ یافتند که شبیه اثرات باکتری‌ها در سنگ‌های زمین بود.
در مارس ۲۰۰۶، در کنفرانس سی و هفتم علوم ماه و سیاره‌ای در هیوستون، مناظره‌ای در مورد این فرضیه انجام شد که محتوای غنی از کربن در منافذ سنگ‌ها شامل بقایای ماده زنده بوده است. از آنجایی که کربن چهارمین عنصر فراوان در جهان است (پس از هیدروژن، هلیوم و اکسیژن)، بیشتر شرکت‌کنندگان این اشکال شبیه به جانداران را برای اثبات وجود باکتری در مریخ کافی نمی‌دانستند.
یک تیم در سال ۲۰۱۴ نتیجه گرفت که هرچند سناریوی غیرزیستی به‌عنوان توضیحی منطقی‌تر برای این اشکال در شهاب‌سنگ در نظر گرفته می‌شود، اما شواهد نشان می‌دهد که زیرسطح مریخ شامل محیط‌های مناسب برای توسعه حیات است.

## آمینو اسیدهای موجود در شهاب‌سنگ
در سال ۱۹۹۹، انواع مختلفی از آمینو اسیدها از قطعه‌ای از شهاب‌سنگ در مرکز فضایی جانسون جدا شدند. از جمله این آمینو اسیدها می‌توان به اسید آسپارتیک، گلوتامیک اسید، گلایسین، آلانین و گاما آمینوبوتیریک اسید اشاره کرد. با این حال، مشخص نیست که آیا این مواد در ابتدا از شهاب‌سنگ بودند یا نتیجه آلودگی زمینی بوده‌اند.